# Municipio de Liberty (condado de Union, Indiana)
El municipio de Liberty (en inglés: Liberty Township) es un municipio ubicado en el condado de Union en el estado estadounidense de Indiana. En el año 2010 tenía una población de 1042 habitantes y una densidad poblacional de 16,09 personas por km².

## Geografía
El municipio de Liberty se encuentra ubicado en las coordenadas 39°37′11″N 84°58′58″O / 39.61972, -84.98278. Según la Oficina del Censo de los Estados Unidos, el municipio tiene una superficie total de 64.75 km², de la cual 61,44 km² corresponden a tierra firme y (5,12 %) 3,31 km² es agua.

## Demografía
Según el censo de 2010, había 1042 personas residiendo en el municipio de Liberty. La densidad de población era de 16,09 hab./km². De los 1042 habitantes, el municipio de Liberty estaba compuesto por el 98,18 % blancos, el 0,58 % eran amerindios, el 0,48 % eran asiáticos y el 0,77 % eran de una mezcla de razas. Del total de la población el 0,77 % eran hispanos o latinos de cualquier raza.